# Los ojos siniestros del doctor Orloff
Los ojos siniestros del doctor Orloff (The Sinister Eyes of Doctor Orloff en su versión internacional) es una película de terror de 1973 dirigida por Jesús Franco. Se trata de la tercera película del realizador que tiene como protagonista al Dr. Orloff un médico enloquecido.

## Trama
Melissa, una hermosa joven, sufre recurrentes pesadillas nocturnas que hacen que se despierte aterrorizada. La joven se ve a sí misma de niña perseguida por una difusa figura que, cuando la alcanza, baña sus piernas de sangre. Este sueño lo sufre desde que, a los diez años, su padre murió degollado y ella quedó paralítica. 
Los familiares que cuidan de la joven, al conocer la noticia del retorno del doctor Orloff, lo convocan para que diagnostique a la chica. El supuesto científico aprovecha la oportunidad para someter a Melissa a su voluntad y convertirla en el brazo ejecutor de su sangrienta venganza contra toda su familia.

## Reparto
- William Berger - Doctor Orloff
- Montserrat Prous - Melissa Comfort
- Edmund Purdom - Inspector Crosby
- Loreta Tovar - Martha Comfort
- Kali Hansa - Lady Flora Comfort
- Joaquín Blanco - Agente Michel
- José Manuel Martín - Albert Mathews
- Jaume Picas - Sir Henry Robert Comfort
- Lina Romay - Novia de Davey Brown
- Robert Woods - Davey Brown

## Producción
En 1972 Jesús Franco fundó su propia productora cinematográfica: Manacoa Films. Con sede en Madrid, Manacoa comenzó como plataforma para lanzar sus proyectos sin injerencias de los productores externos aunque la censura cinematográfica todavía estaba vigente. En esta primera etapa Los ojos siniestros del doctor Orloff fue uno de los primeros títulos aunque no tuvo una gran repercusión en taquilla: 26.000 espectadores y 13.500€ de recaudación. Ello obligó a Franco, posteriormente, a volver a contactar con otros productores para seguir realizando películas.

"Fue una de las etapas más negras de mi existencia. Ni un duro, todo mal, la gente funcionando fatal. No pude hacer nada de lo que tenía previsto"
Jesús Franco, sobre su situación personal durante el rodaje de Los Ojos Siniestros del Doctor Orloff (Jess Franco, el sexo del hombre. 1999)

## Recepción
Los usuarios de FilmAffinity valoran la película con un 4,3 sobre 10 (basándose en 85 votos).

"Regreso de Jesús Franco a una de las temáticas que más le han fascinado durante los primeros años de su carrera, la figura del "mad doctor". (...) Aunque visualmente no sea tan excesiva como sus posteriores trabajdos, pero con muchas de las obsesiones de su autor, Los Ojos Siniestros del Doctor Orloff tiene numerosas constantes del cine de Franco, siendo uno de los últimos episodios de la etada dorada de su carrera en lo que a logros cinematográficos se refiere."
Crítica de Reverendo Wilson en FilmAffinity 

En IMDb la película obtiene una puntuación de 5,1 sobre 10 con 117 votos.

"Siguiendo su filmografía las lesbianas serían lo más recurrente en la carrera de Jess Franco pero lo segundo sería el personaje del Dr. Orloff. (...) Los Ojos Siniestros del Doctor Orloff no es tan brillante como las películas anteriores que trataban el personaje. También es mucho más suave que aquellas, así como la mayoría de las que seguirían."
Crítica de Michael Elliott en IMDB 